# Leopoldo Galeotti
Leopoldo Galeotti (Pescia, 13 agosto 1813 – Firenze, 28 agosto 1884) è stato un avvocato, giornalista e politico italiano.

## Biografia
Compì gli studi in Legge a Pisa e, dopo la laurea, si trasferì a Firenze, ove si legò in sincera amicizia con il giurista e conterraneo Francesco Forti, già noto collaboratore dell'Antologia. Alla precoce morte di Forti (soli trentadue anni), provvide a curare la pubblicazione delle sue opere. Si avvicinò al Gabinetto Vieusseux e conobbe il celebre Massimo d'Azeglio, con cui instaurò una duratura amicizia. 
Nel 1848, ormai inoltrato nell'ambiente culturale fiorentino, fondò assieme a Marco Tabarrini il giornale Il Conciliatore e l'anno seguente Lo Statuto, che proseguì le pubblicazioni sino al 1851. Quando Leopoldo II decise di concedere pure una costituzione, entrò a far parte della Commissione preparatoria del nuovo testo, che fu emanato nel 1848.
Deposto il Granduca, il 7 agosto 1859 fu eletto deputato all'Assemblea Toscana nel collegio di Pescia e Valdinievole, riportando notevoli consensi. Entrò a far parte dell'entourage moderato al fianco di Gino Capponi, Bettino Ricasoli, Raffaello Lambruschini. Con l'unità d'Italia, fu deputato della Destra storica dal 1861 al 1871, in seguito fu nominato senatore del Regno. Alla sua morte, per espressa volontà testamentaria, fu fondata un'opera pia recante il suo nome, che si occupasse di gestire il suo ingente patrimonio e di finanziare borse di studio per studenti poveri ma meritevoli. Presidente dell'Opera doveva essere il vescovo di Pescia, vicepresidente il sindaco. Ad anni alterni si sarebbero dovuti aiutare giovani laici e seminaristi.